# Bíbor és fekete
A Bíbor és fekete (eredeti címe The Scarlet and the Black), 1983-ban bemutatott angol–amerikai-olasz filmdráma  Gregory Peck és Christopher Plummer főszereplésével. A film Róma német megszállása idején játszódik, megtörtént események alapján készült.

## Cselekmény
1943 őszén, Mussolini félreállítása és a fegyverszünet után a németek megszállják Olaszország északi területét, a megerősített frontvonal Rómától délre húzódik. Himmler birodalmi vezető Herbert Kappler SS ezredest nevezi ki Róma rendőrparancsnokává. Feladata a rend fenntartásán túl a zsidók, ellenzékiek és szökött szövetséges katonák begyűjtése. 
Az olasz kiugrás idején sok szövetséges katona szabadult a fogolytáborokból, a német megszállás után jó részük a semleges Vatikán felé veszi útját, reménykedve a segítségben. A németek tiszteletben tartják ugyan Vatikán semlegességét, de egy fehér vonalat festenek a határra, ami ugyan elvileg azt jelképezi, hogy azon túlra német katona soha és semmilyen okból nem léphet, de valójában Vatikán felé jelzi, hol a határ és meddig mehetnek el. 
Két civil ruhás, szökött hadifogoly katona is a Vatikán felé veszi az irányt. Nem tudják merre menjenek, senki nem tud angolul, ekkor egy jólöltözött, elegáns úriember eligazítja őket, merre találhatnak ételt és éjszakára menedéket. Csak később derül ki, hogy ez az úr valójában Monsignore Hugh O’Flaherty, magas rangú ír pap. Közli, valóban próbálnak mindenkit megmenteni, de a Vatikán megtelt, a két katonát sem tudják már hosszabb távra fogadni, a Vatikánon kívüli titkos menedékeik is már tele vannak szökött katonákkal. Segítője, egy máltai hölgy elviszi őket a saját lakására, bár tudja, ezzel az életét kockáztatja. 
Kappler hamarosan kiérdemli a „Róma mészárosa” címet. A helyi zsidó közösséget biztosítja, hogy teljes biztonságban vannak, de ennek ára egy jelentős mennyiségű érték 36 órán belüli leadása. Miután a váltságdíj begyűjtésre került, a teljes zsidó közösséget haláltáborba küldi. Egy partizántámadás megtorlása okán több száz ártatlan embert agyonlövet.  
O’Flaherty folytatja egyre nehezebb mentőmunkáját. Kappler nyomoztatni kezd a szökések és bújtatások után, a nyomok hamar hozzá  vezetnek. Legjobb barátját és paptársát beviszik a Gestapóra, de nem mivel nem hajlandó vallani, kivégzik. Az olasz kivégzőosztag összes tagja szándékosan mellélő, a kivégzőosztag parancsnoka sem hajlandó egy papot agyonlőni, ezért maga Kappler végez vele. O’Flaherty közvetlen vatikáni letartóztatásától még Himmler is ódzkodik, Rómában viszont sosem tudják tetten érni. Egy elegáns bálon a két ellenfél szemtől szembe találkozik. Kappler ellenségnek nevezi, O’Flaherty azzal vág vissza, maguknak már az egész civilizált világ az ellenségük. Kappler egy utolsó figyelmeztetésben részesíti, vagy visszamegy Vatikánba és ott megbújik, vagy elfogják és kivégzik, ahogy O’Flaherty pap társával és barátjával is tették.
O’Flaherty azonban nem hagyja abba a segítést. Hol postásnak, hol szenesembernek, szemetesnek, vak koldusnak öltözve segít a rászorulókon. Már a pápa is figyelmezteti a veszélyre, a Vatikán esetleges német megszállására, de mikor megtudja, hogy a tiszteletes 4000 embert bújtat, végül hagyja, hogy tegye amit a lelkiismerete diktál.
Noha Kappler hosszú időre rendezkedett be mint Róma ura, a front váratlanul összeomlik, a szövetségesek és a partizánok bevonulása néhány napon belül esedékes. Kappler, aki élet és halál ura volt egy éven keresztül, halálos ellenségétől, O’Flaherty-től kér segítséget, mondván aki eddig minden rászorulón segített, most segítsen kijuttatni családját Svájcba, mert a partizánok bizonyosan agyonlövik feleségét és gyermekeit. A tiszteletes azonban faképnél hagyja, mondván őket sem érdekelte a sok ezer olasz áldozat, kapják meg, amit megérdemelnek. 
Kappler nem menekül el, a harcok után letartóztatják. A kihallgatáson tudja meg, hogy a családját valakik kijuttatták Svájcba. Noha már tudja, hogy a tiszteletes volt, nem árulja be, bár enyhítő körülményként számított volna számára. 
Kappler háborús bűnösként életfogytiglant kapott. A börtönévei alatt csak egy rendszeres látogatója volt, O’Flaherty minden hónapban elment hozzá. Végül áttért a római katolikus hitre, O’Flaherty keresztelte meg.

## Szereposztás
| Szerep                                                                       | Színész             | Magyar hangja (1. szinkron) |
| ---------------------------------------------------------------------------- | ------------------- | --------------------------- |
| Monsignore Hugh O’Flaherty, ír pap a Vatikánban                              | Gregory Peck        | Sinkovits Imre              |
| Herbert Kappler SS-Obersturmbannführer (ezredes), Róma német rendőrkapitánya | Christopher Plummer | Fülöp Zsigmond              |
| XII. Piusz pápa                                                              | John Gielgud        | Velenczey István            |
| Vittorio atya, O’Flaherty segítője                                           | Raf Vallone         | Szersén Gyula               |
| Hirsch SS-Hauptsturmführer (százados)                                        | Kenneth Colley      | Beregi Péter                |
| Max Helm SS-Obergruppenführer (tábornok)                                     | Walter Gotell       | Láng József                 |
| Minna, Kappler felesége                                                      | Barbara Bouchet     | Andai Györgyi               |
| Alfred West                                                                  | Julian Holloway     | Dörner György               |
| Morosini atya                                                                | Angelo Infanti      | Perlaki István              |
| Francesca Lombardo, O’Flaherty segítője                                      | Olga Karlatos       | Menszátor Magdolna          |
| Reinhard Beck                                                                | Michael Byrne       | ?                           |
| Heinrich Himmler birodalmi vezető                                            | T.P. McKenna        | ?                           |
| Langenthal gróf                                                              | Vernon Dobtcheff    | ?                           |
| Jack Manning hadnagy                                                         | John Terry          | ?                           |
| Sir D’Arcy Osborne, Leeds hercege                                            | Peter Burton        | ?                           |
| Emilia Lombardo                                                              | Alessandra Cozzo    | ?                           |
| Simon Weiss                                                                  | Giovanni Crippa     | ?                           |